# Shuja' al-Dawla
Shujāʿ al-Dawla (in urdu شجاع ﺍﻟﺪﻭﻟـة‎?; Delhi, 19 gennaio 1732 – Fayżābād, 26 gennaio 1775) è stato un politico indiano.
Il suo nome completo era Jalāl al-Dīn Ḥaydar Abū l-Manṣūr Khān e fu Gran Vizir, Ṣūbēdār e Nawāb di Awadh (chiamata Oudh da molte fonti britanniche) dal 5 ottobre 1754 al 26 gennaio 1775, data della sua morte.

## Gioventù
Shujāʿ al-Dawla era figlio del Gran Visir mughal Safdarjung, prescelto da Ahmad Shah Bahadur. Come suo padre, Shujāʿ al-Dawla era conosciuto fin da giovane per la sua abilità a ottenere consenso tra i suoi subordinati. Questo talento lo fece poi emergere agli occhi di Shah 'Alam II come persona idonea a ricoprire convenientemente il ruolo di Gran Vizir.
Shujāʿ al-Dawla è anche ricordato per aver assistito il famoso Alivardi Khan in varie occasioni, quando i territori del Nawāb del Bengala furono razziati da Raghoji I Bhonsle e dai suoi Maratha. In tal modo, Shujāʿ al-Dawla divenne noto per essere una persona assai rispettata tra quanti erano al servizio di Alivardi Khan.

## Nawābdi Awadh

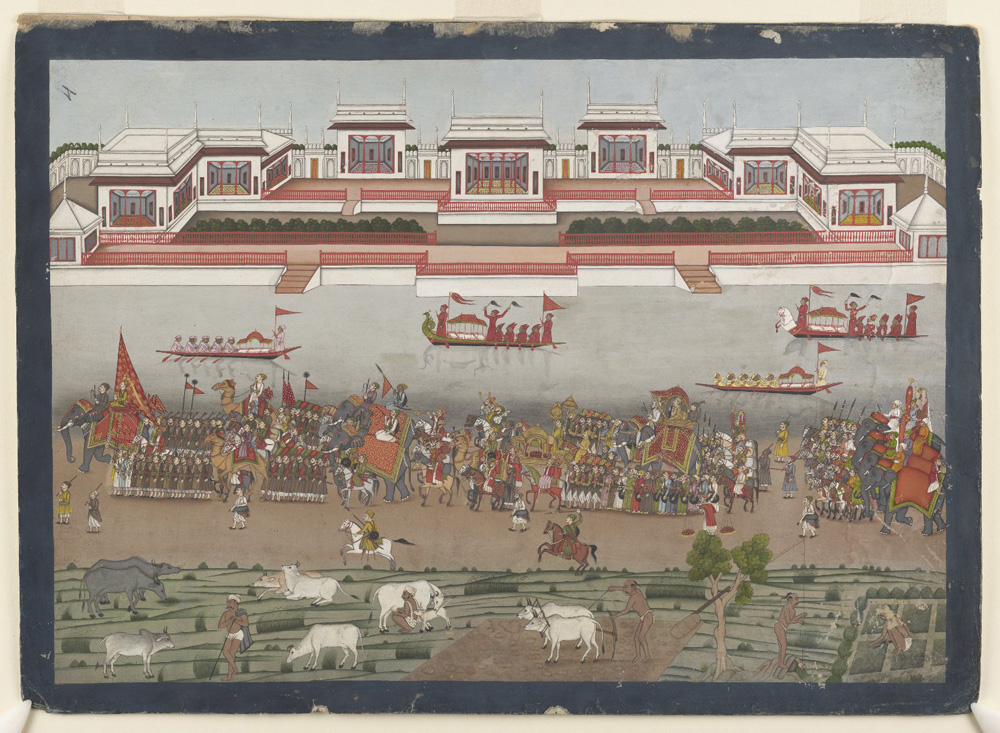
Processione del Nawāb Shujāʿ al-Dawla a Fayżābād. Da un album a colori indiano del XVIII secolo.

Dopo la morte di suo padre, nel 1753, Shujāʿ al-Dawla fu insignito della funzione di Nawab dall'Imperatore mughal Aḥmad Shāh Bahādur.
Shujāʿ al-Dawla detestava ʿImād al-Mulk, un alleato dei Maratha, il cui regime cominciò a mettersi in mostra dopo la battaglia di Sikandarābād, grazie all'aiuto di Sadashivrao Bhau. ʿImād al-Mulk aveva accecato Aḥmad Shāh Bahādur e posto sul trono imperiale ʿĀlamgīr II. Questi, e suo figlio, il Principe ʿAlī Ǧawhar, erano stati spesso angariati da ʿImād al-Mulk perché rifiutavano di rinunciare alla loro politica di pace con l'afghano Aḥmad Shāh Durrānī, chiedendo le dimissioni di ʿImād al-Mulk a causa delle sue relazioni strette coi Maratha.

### Gran Visir dell'Impero Mughal
Il Principe ʿAlī Ǧawhar fuggì da Delhi quando seppe di una cospirazione che avrebbe avuto come esito finale l'assassinio dell'Imperatore mughal ʿĀlamgīr II. Shujāʿ al-Dawla accolse e protesse il Principe ʿAlī Ǧawhar, che poi divenne Shāh ʿĀlam II, e riconobbe ufficialmente Shujāʿ al-Dawla Gran Visir dell'Impero mughal. Insieme essi sfidarono l'usurpatore Shāh Jahān III, che era stato posto sul trono imperiale di Delhi da Sadashivrao Bhau e dai suoi soldati, che sottoposero a un intenso saccheggio l'Impero.
A Shāh ʿĀlam II fu poi chiesto di condurre una spedizione per recuperare le regioni orientali dell'Impero Moghul, occupate da Mīr Jaʿfar, spalleggiato dalla Compagnia britannica delle Indie Orientali. Nel frattempo Shujāʿ al-Dawla, Najīb al-Dawla e Mīrzā Jawān Bakht si allearono con Aḥmad Shāh Durrānī e organizzarono le loro forze per la Seconda battaglia di Sikandarābād nell'anno 1760, guidarono poi un esercito mughal di 43 000 uomini nella Terza battaglia di Pānīpat.

### Terza battaglia di Pānīpat

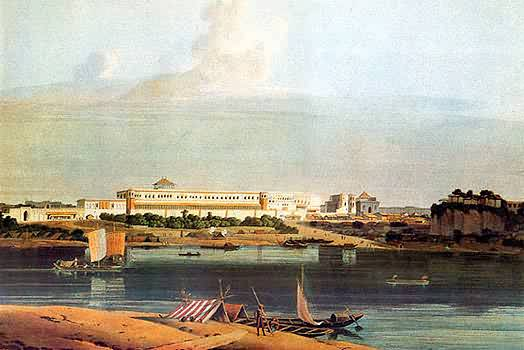
Palazzo del Nawāb di Awadh Shujāʿ al-Dawla a Lucknow.

Dopo essere fuggito da Delhi in seguito all'assassinio di suo padre, l'Imperatore mughal ʿĀlamgīr II, il giovane Principe ʿAlī Ǧawhar fu bene accolto da Shujāʿ al-Dawla. Il Nawāb di Awadh e neo-nominato Gran Visir mughal Shujāʿ al-Dawla garantirono al Principe ʿAlī Ǧawhar che egli e Najib al-Dawla avrebbero dato il via a una guerra che avrebbe rovesciato i Maratha se il Principe ʿAlī Ǧawhar avesse acconsentito di guidare ciò che restava dell'esercito imperiale mughal contro il rampante espansionismo della Compagnia Britannica delle Indie Orientali in Bengala.
La decisione di Shujāʿ al-Dawla circa l'alleato da scegliere per la Terza battaglia di Pānīpat fu uno dei fattori decisivi che determinarono l'esito della guerra, al pari della mancanza di viveri causata dal taglio delle linee di rifornimento maratha dovuto all'azione degli Afghani pashtun di Aḥmad Shāh Abdālī fu una delle ragioni per cui i Maratha non furono in condizione di sostenere uno scontro di lunga durata, anche non tenendo conto del fatto che essi combatterono con il sole in faccia.
Shujāʿ al-Dawla non fu dapprima certo su quale delle due parti parte gli convenisse scegliere prima di Pānīpat. I Maratha erano ancora parecchio a sud e sarebbe stato necessario ancora molto tempo prima che essi raggiungessero la provincia di Shujāʿ. A dispetto del fatto che sua madre pensasse che il figlio avrebbe dovuto unirsi ai Maratha - che avevano in precedenza aiutato in numerose occasioni il padre di Shujāʿ (e suo marito) - egli preferì unirsi ad Abdali e alle sue truppe che stavano nel frattempo guadando il Gange nella sua provincia, a causa della comune fede islamica.
In quanto Gran Visir dell'Impero Moghul, Shujāʿ al-Dawla comandava un esercito consistente di truppe mughal, che riuscirono a tagliare le linee di rifornimento dei Maratha, sconfiggendoli in confronti campali durante la terza battaglia di Pānīpat, in cui fu ucciso il comandante maratha Sadashivrao Bhau.

### Battaglia di Buxar
Shujāʿ al-Dawla è anche noto per il ruolo svolto nella Battaglia di Buxar, uno scontro che è stato poco studiato della storia indiana. Con le forze dell'Imperatore mughal Shāh ʿĀlam II e di Mīr Qāsim, che governava il Bengal, fu sconfitto dalle forze britanniche in una delle battaglie-chiave della storia della Compagnia britannica delle Indie Orientali.

### Trattato di Allahabad

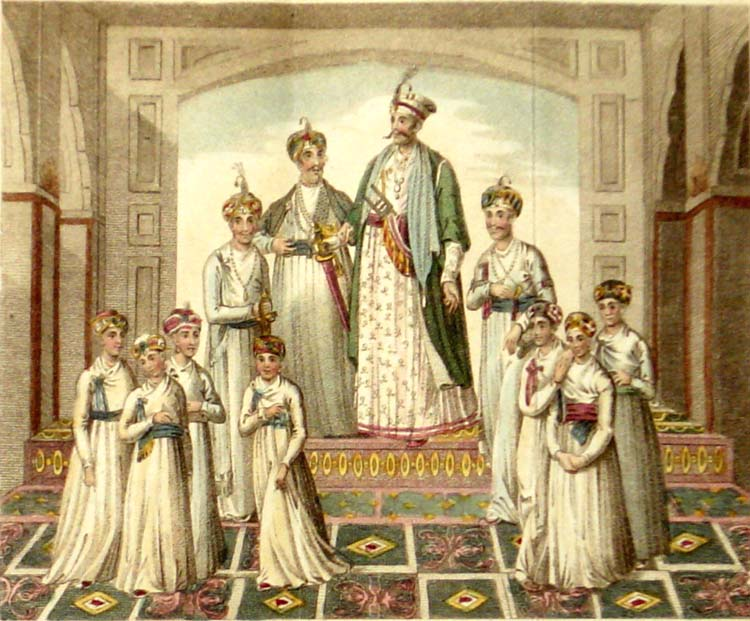
Shujāʿ al-Dawla con suo figlio e parenti.

Combatté ancora contro i Britannici, con l'aiuto delle forze maratha a Kara Jahānābād, e fu sconfitto. Il 16 agosto 1765 firmò il Trattato di Allāhābād, che stabiliva che i distretti di Kora e Allāhābād sarebbero andati alla Compagnia e che la Compagnia avrebbe versato 5 milioni di rupie ad Awadh, di cui Shujāʿ al-Dawla era Peshwa. Alla Gran Bretagna sarebbe stato consentito libero commercio ad Awadh e le parti firmatarie sarebbero state tenute ad assicurarsi reciproco aiuto in caso di guerra con altre Potenze: una politica molto accorta da parte della Compagnia.
Per pagare la protezione delle forze britanniche e l'assistenza in caso di conflitto armato, Awadh avrebbe rinunciato per prima cosa al Forte di Chunar, quindi ai distretti di Benares e Ghazipur e, infine, ad Allāhābād.

## Morte e inumazione

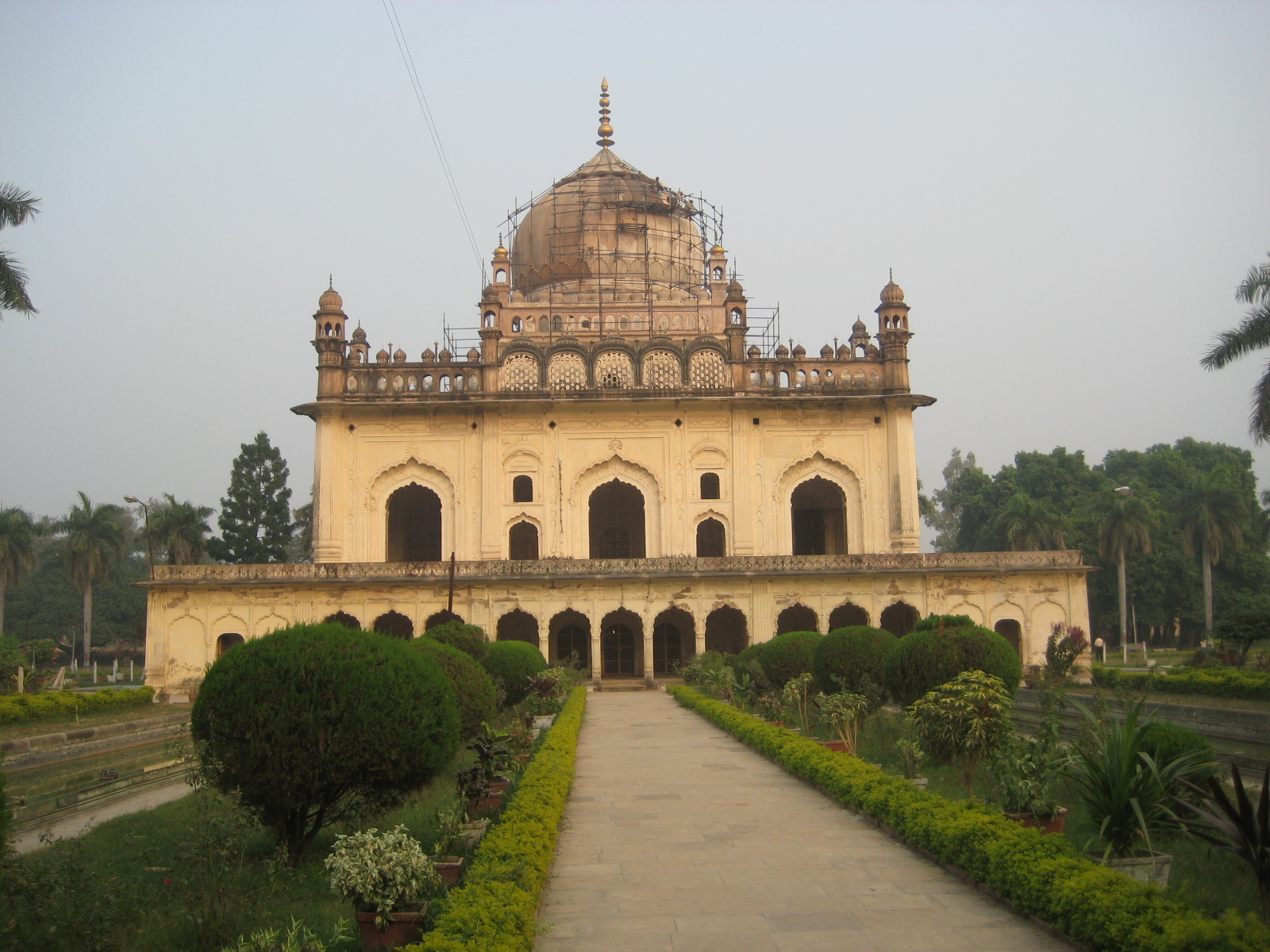
Gulab Bari, il mausoleo di Shujāʿ al-Dawla nella natia Fayżābād.

Shujāʿ al-Dawla morì il 26 gennaio 1775 a Fayżābād, all'epoca capitale di Awadh, e fu inumato in quella stessa sua città natale. Il posto si chiama [Gulab Bari (Giardino della rosa).